# Marromeu
Marromeu – miasto w środkowym Mozambiku, w prowincji Sofala. Według danych na rok 2007 liczyło 39 409 mieszkańców.